# San Antonio (provins)
San Antonio Province är en provins i Chile.   Den ligger i regionen Región de Valparaíso, i den södra delen av landet, 80 km väster om huvudstaden Santiago de Chile. Antalet invånare är 144 220. Arean är 1 512 kvadratkilometer.
Terrängen i San Antonio Province är kuperad åt nordost, men åt sydväst är den platt.
San Antonio Province delas in i:
- Algarrobo
- El Quisco
- El Tabo
- Cartagena
- San Antonio
- Santo Domingo

Trakten runt San Antonio Province består till största delen av jordbruksmark. Runt San Antonio Province är det ganska tätbefolkat, med 230 invånare per kvadratkilometer.